# Otto Lederer
Otto Lederer (17 de abril de 1886 – 3 de setembro de 1965) foi um ator de cinema nascido na República Checa e radicado ao cinema estadunidense da era do cinema mudo, que atuou em 125 filmes entre 1912 e 1933. Foi casado com a também atriz Gretchen Lederer.

## Biografia
Nasceu em Praga, na Áustria-Hungria, atualmente República Checa, e foi educado no Conservatório de Praga, iniciando na vida teatral. Nos Estados Unidos, seu primeiro filme foi o curta-metragem A California Snipe Hunt, em 1912, ao lado de Ruth Roland, para a Kalem Company. Ao longo de 1912, atuou em outros filmes curtos para a Kalem, como The Mummy and the Cowpuncher (1912) e Why Tightwad Tips (1912). A partir de 1913, atuou pelo Vitagraph Studios, em filmes como Old Moddington's Daughters (1913), ao lado de Helen Gibson, The Face of Fear (1913), Captain Alvarez (1914), esse ao lado de William Desmond Taylor, The Legend of the Lone Tree (1915), Sin's Penalty (1916). Aind apela Vitagraph atuou em seriados, tais como The Fighting Trail (1917), A Woman in the Web (1918), Man of Might (1919), entre outros. Pela [[Universal Pictures atuou no seriado The Dragon's Net, em 1920, e pela Pathé no seriado The Avenging Arrow (1921). Atuou em White Eagle (1922), pela Ruth Roland Serials. Entre seus filmes destacam-se em 1927 The Jazz Singer e em 1928 o curta-metragem You're Darn Tootin', ao lado de Stan Laurel e Oliver Hardy.
A partir dos anos 1930, com o advento do cinema sonoro, passou a atuar em pequenos papéis não-creditados. Seu último filme foi Gun Law, em 1933, um Western ao lado de Jack Hoxie.

## Vida pessoal e morte
Foi casado três vezes; com a também atriz Gretchen Marie Lederer (que viveu de 1891 a 1955 e que, quando faleceu, era casada com Lewis Herbert Haney, portanto Gretchen Marie Haney, de acordo com inscrição em seu túmulo), e de quem se divorciou. Foi casado também com Florita Mernci (? - ?) e com Segunda Yrionda (? - 1935).
Teve um filho, Roy (ou LeRoy) Lederer Shepek (1908-1940), que está sepultado junto ao pai, em Glendale. (pode ser o mesmo Roy Lederer que atuou em alguns filmes na infância.).
Lederer morreu em Woodland Hills, Los Angeles, e foi sepultado em Glendale, no Forest Lawn Memorial Park Cemetery, ao lado de Gretchen Marie Haney, de Lewis H. Haney e do filho Roy.

## Filmografia parcial
- A California Snipe Hunt (1912)
- The Mummy and the Cowpuncher (1912)
- Why Tightwad Tips (1912)
- Old Moddington's Daughters (1913)
- The Face of Fear (1913)
- Captain Alvarez (1914)
- The Legend of the Lone Tree (1915)
- Sin's Penalty (1916)
- The Last Man (1916)
- The Fighting Trail (1917)
- A Woman in the Web (1918)
- Cupid Forecloses (1919)
- Over the Garden Wall (1919)
- Man of Might (1919)
- The Dragon's Net (1920)
- The Avenging Arrow (1921)
- Without Benefit of Clergy (1921)
- White Eagle (1922)
- Forget Me Not (1922)
- The Gown Shop (1923)
- Vanity Fair (1923)
- Wizard of Oz (1925)
- Cruise of the Jasper B (1926)
- That Model from Paris (1926)
- The Jazz Singer (1927)
- You're Darn Tootin' (1928)
- Celebrity (1928)
- The Hatchet Man (1932)
- The Sign of the Cross (1932)
- Rasputin and the Empress (1932)
- Gun Law (1933)